# Духът на бала (филм)
„Духът на бала“ (на английски: Teen Spirit) е американски комедийна драма от 2011 г.

## Сюжет
Внимание:  Текстът по-долу разкрива сюжета на произведението (или части от него)!
Историята е за Амбър (Кейси Скербо), надменно известно момиче, което умира от токов удар. Единствената възможност за Амбър да отиде в рая е ако помогне на най-неизвестното момиче в училището (Линдзи Шоу) и да стане кралица на бала. Тя разполага с една седмица, но нещата не се развиват така както са планувани.